# А375 (автодорога)
Федеральная автомобильная дорога А375  — автомобильная дорога федерального значения «Хабаровск — Находка». До настоящего времени не закончена. Планируемая протяжённость автодороги — 824 км.

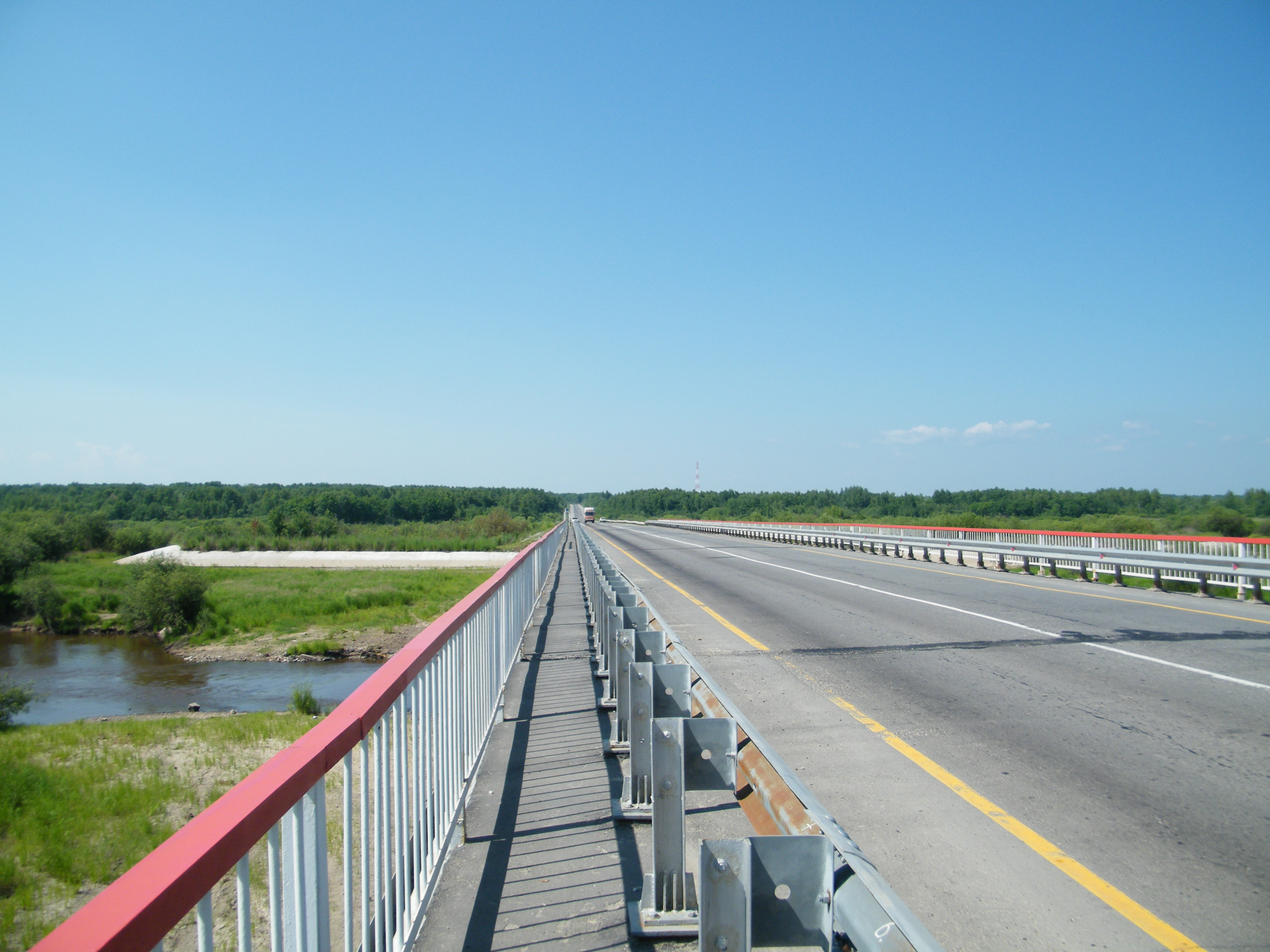
Начальный участок автодороги, мост через реку Обор в окрестностях села Князе-Волконское.
Вдали у радиомачты — автодорога Хабаровск — Комсомольск-на-Амуре.
Налево — в Хабаровск, направо — в Комсомольск-на-Амуре.

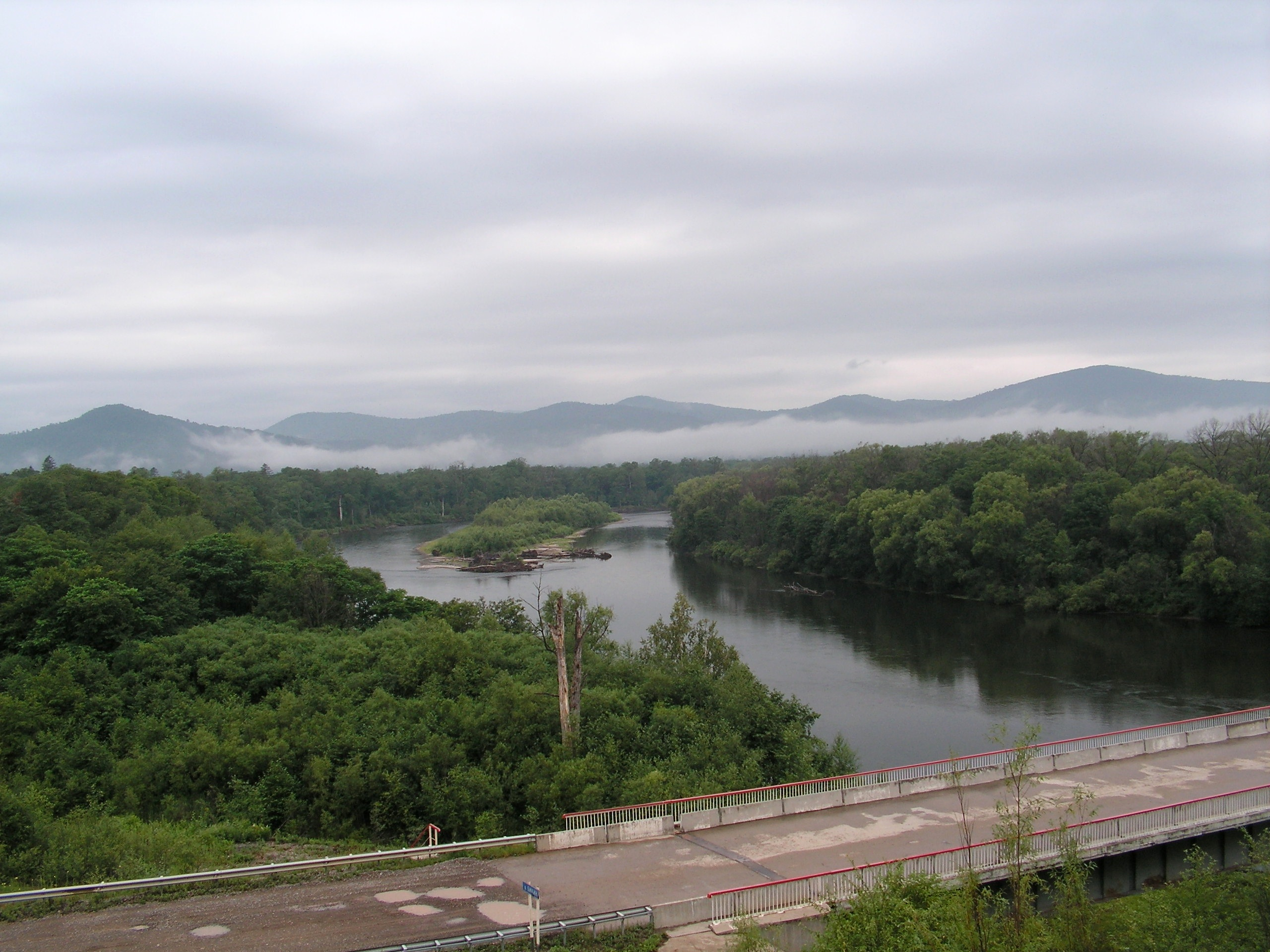
Мост через реку Бикин в районе посёлка Соболиный

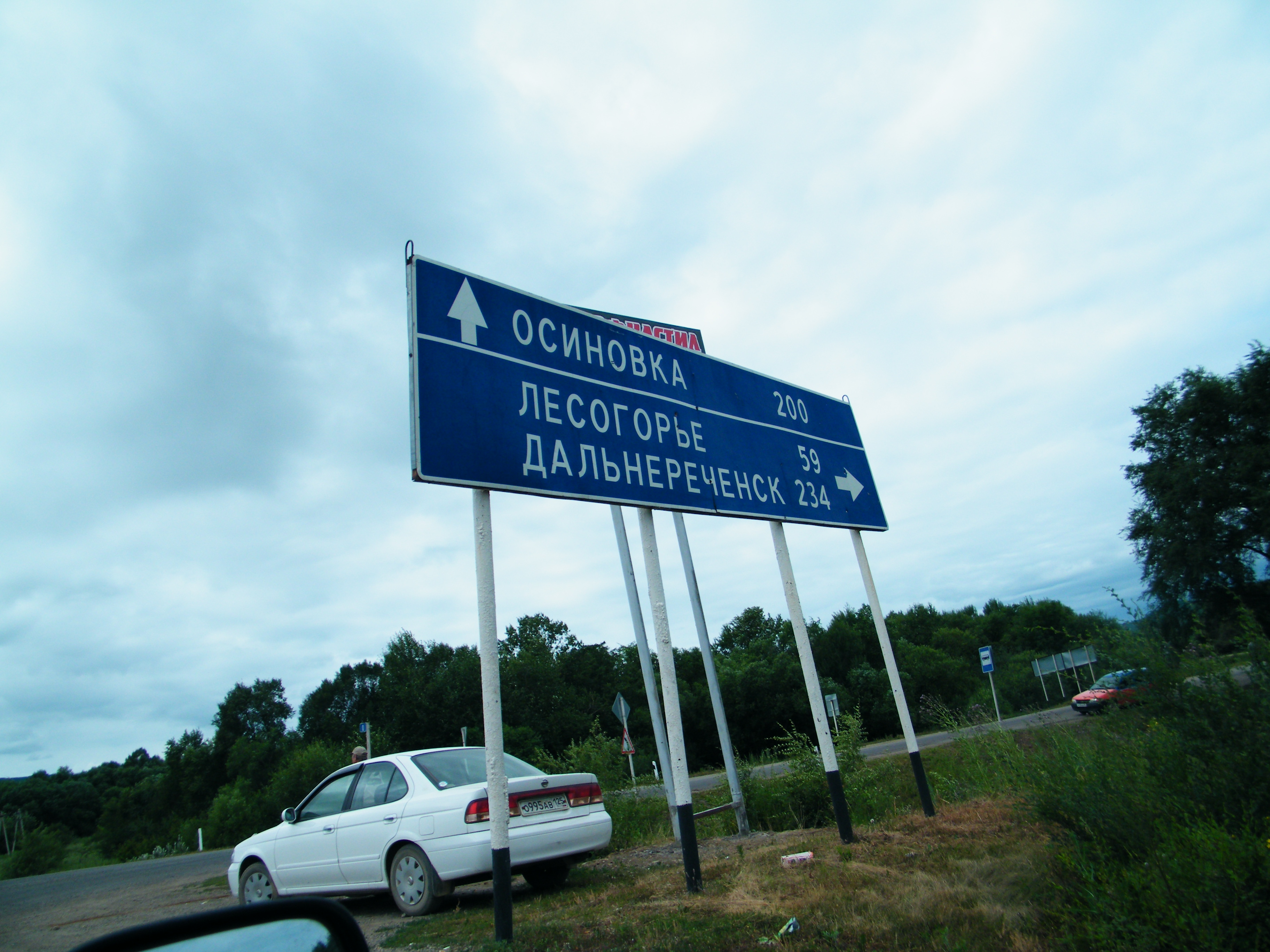
Перекрёсток трассы «Восток» и Осиновка — Рудная Пристань
(Чугуевский район Приморского края)

Проектом предусматривается соединение существующих дорог в Хабаровском и Приморском крае.
Участок Князе-Волконское — посёлок Сита существует с 1970-х годов, асфальтирован.
В полном объёме выполнены работы по строительству нового участка со стороны Хабаровского края до пересечения трассой реки Бикин в районе посёлка Соболиный Приморского края, сооружён капитальный мостовой переход.
На участке «Соболиный — Глубинное» автодорога существует лишь в качестве лесовозного зимника.
Участок Ариадное — Верхняя Бреевка существует с начала XX века, частично асфальтирован.
Участок Верхняя Бреевка — Сергеевка существует, дорога по качеству близка к лесовозной.
Участок Сергеевка — Находка существует с начала XX века, асфальтирован.
С 2002 года по настоящий момент (2022 год) строительство новых участков автодороги заморожено, перспективы возобновления строительства неясны.
Магистраль «Обход Хабаровска» объединила три федеральные трассы — «Уссури» (Хабаровск — Владивосток), «Амур» (Чита — Хабаровск) и «Восток» (Хабаровск — Находка), дорогу, связывающую краевую столицу с Комсомольском-на-Амуре, а также площадки территории опережающего социально-экономического развития (ТОР).

## Маршрут
Трасса проходит по территории Приморского и Хабаровского краёв.
Хабаровский край
- 0 км — Хабаровск
- Князе-Волконское
- на посёлок Сита, далее выезд на трассу А370
- на Марусино (на запад), на Петровичи (на восток)
- на Второй Сплавной Участок
- Каменец-Подольск
- Долми
- Южный

Приморский край
- Соболиный
- Глубинное
- Дальний Кут
- Ариадное —  на Ракитное, далее Дальнереченск и выезд на трассу А370
- Лесогорье
- Кокшаровка — выезд на трассу Осиновка — Рудная Пристань
- до Чугуевки 2 км
- Булыга-Фадеево
- Извилинка
- Верхняя Бреевка
- Сергеевка
- на Партизанск
- Владимиро-Александровское
- 824 км — Находка